# Kure
Kure (呉市 Kure-shi?) es una ciudad localizada al sur de la prefectura de Hiroshima, Japón. Tiene un área de 353,16 km² y una población de 240 820 habitantes (2010).

## Historia
La ciudad fue fundada el 1 de octubre de 1902 con la fusión de los pueblos de Washō y Futagawa y las villas de Miyahara y Sōyamada. En 1903 se establece el arsenal naval de Kure, aunque desde 1889 ya existía una base naval, que serviría hasta finales de la Segunda Guerra Mundial cuando fue bombardeada en 1945, siendo hundidos los restos de la Armada Imperial Japonesa que allí se encontraban.
La ciudad ha absorbido otras localidades como los pueblos de Kegoya, Yoshiura y Aga (1928), el pueblo de Nigata y la villa de Hiro (1941), el pueblo de Tennō y la villa de Shōwa (1956), el pueblo de Shimokamagari (2003), el pueblo de Kawajiri (2004), los pueblos de Ondo, Kurahashi, Kamagari, Yasūra, Toyohama y Yutaka (2005).
La ciudad es, desde el 1 de noviembre de 2000, una ciudad especial. Actualmente es base de la Fuerza Marítima de Autodefensa de Japón.